# مندائیان
مندائیان یا صابئة یک گروه قومی-مذهبی و پیروان آیین مندائی هستند. مندائیان به دلیل موقعیت ویژه‌ی فرهنگی و مذهبی‌شان، به‌عنوان یکی از گروه‌های بسیار قدیمی که هنوز عناصری از ادیان باستانی را در خود حفظ کرده‌اند، شناخته شده‌اند؛ این گروه به تعمید و آب‌های جاری اهمیت ویژه‌ای می‌دهند و این امر در مراسم دینی آنها بسیار مشهود است. آن‌ها هر هفته مراسم تعمیدی به نام "مصباح زیوا" (چراغ روشنایی) را برگزار می‌کنند که نمادی از پاکی و نجات‌دهندگی است. این مراسم نه تنها برای تطهیر جسمانی است بلکه برای ارتباط معنوی با نور الهی و جهان اعلا نیز اهمیت دارد.
مندائیان اعتقاد دارند که جهان مادی توسط یک قدرت زیرزمینی شرور به نام "روها" اداره می‌شود و انسان‌ها باید از این قدرت فریبکار رهایی یابند. آنها به چرخه تناسخ باور دارند و اینکه روح انسان‌ها پس از مرگ برای تصفیه نهایی و بازگشت به جهان نور به جهان دیگری منتقل می‌شود. 
در این بین، جامعه مندائی نیز با مشکلات متعددی دست به گریبان است، از جمله فشارهای اجتماعی و سیاسی که بر اثر جنگ‌ها و بحران‌های منطقه‌ای به آنها تحمیل شده است. این فشارها، باعث شده تا بسیاری از مندائیان مجبور به ترک خانه‌ها و کشورهای خود و پناه بردن به مناطق دیگر شوند، جایی که بتوانند با آزادی بیشتری به آیین خود ادامه دهند.
در نهایت، با وجود مهاجرت‌های گسترده و تغییرات فرهنگی که از آن‌ها تأثیر پذیرفته‌اند، مندائیان همچنان تلاش می‌کنند تا فرهنگ، زبان و آیین خود را حفظ کنند و به نسل‌های بعدی منتقل کنند، تا از این طریق هویت دینی و فرهنگی خود را زنده نگه دارند. .

## واژه‌شناسی
مَندا واژه‌ای از زبانِ آرامیِ شرقی به معنی «دانش، آگاهی و معرفت» است؛ و به یک معنا، برابر نهادِ گنوس است. واژهٔ مغتسله نیز به معنی مذهب تعمیدیان گاهی به ایشان گفته شده‌است و این سوای از تعمیددهنده بودن یحیی آخرین پیامبر مذهب مندایی به دلیل مراسم همیشگی غسل تعمید است که از آداب و آیین‌های منداییان به‌شمار رفته و همچنان نیز می‌رود. گاهی نیز نام منداییان را از ریشه ماد یا مادای که نام سرزمین باستانی شمال غربی ایران بوده دانسته‌اند، اما این نظر میان پژوهشگران بسیار شاذ بوده و از اقبال چندانی برخوردار نیست. بیشتر همان واژه مندا را که در زبان آرامی برابر عرفان قرار دارد، برای آن فرض نموده‌اند. نام‌های دینی و مقدس منداییان آرامی است. به عنوان نمونه برای آوردن نام شیث از شیتل و برای نام سام بن نوح از شوم و نیز برای خود نوح از نو استفاده می‌کنند. منداییان را گاهی با صابئین که ذکر آن در قرآن سه بار آمده، یکی فرض کرده‌اند از این رو در خوزستان ایشان به صابئین معروف هستند که در لفظ محلی صُبّی خوانده می‌شود.

## دین
آن‌ها به خدا و قیامت اعتقاد دارند و برای خود زبان و خط دارند. نماز می‌خوانند و روزه می‌گیرند. آن‌ها روزانه پنج بار نماز می‌خوانند و دارای کتاب هستند و در قرآن نیز نه تنها به اهل کتاب بودن یحیی اشاره شده بلکه در سه آیه نام صابئین هم‌تراز پیروان ادیان آسمانی قرار گرفته‌است، مانند سوره حج آیهٔ هفده. نام کتاب منداییان «گنزا رباً» یا «گنج آسمانی»ست که به زبان مندایی از تیره سامی و شاخه آرامی شرقی نگاشته شده‌است. در دین منداییان یا همان صابئین مغتسله که در خوزستان به صبی معروف هستند پنداره‌هایی همانند آنچه در جهان‌بینی زرتشت به چشم می‌خورد وجود دارد، مانند اصالت نور و پاکی آن در برابر تاریکی گمراه‌کننده. آیین مندایی نزدیک‌ترین دین زنده جهان به آیین مانوی است.

### اساطیر مندایی[۲۱]
بنیاد اندیشهٔ مندایی همان ثنویت، یا دو بن‌نگری است. دو گوهرِ روح و مادّه از آغاز آفرینش با هم در ستیزند. اساطیر مندایی بیشتر دربارهٔ اقلیم ازلیِ نور، آفرینش زمین و انسان و سفر بازگشتِ روح به سرچشمهٔ سرزمینِ نور است.

## کتاب مقدس منداییان
کتاب مقدس منداییان گنزا ربّا (گنج عظیم) است و به بخش گنزای راست و گنزای چپ تقسیم می‌شود. کتاب‌های شش‌گانه‌ای نیز دارند که عبارت‌اند از: ۱) ادراشا اد یحیی (تعالیم یحیی)؛ ۲) قُلِستا (ازدواج)؛ ۳) اِنیانی (نمازها و نیایش‌ها)؛ ۴) سیدرا اد نشماثا (کتابِ روانِ آدمی)؛ ۵) اِسفَر مَلوشی (نجومی)؛ ۶) سیدرا اد مَصوَتَا (کتاب تعمید).

## آداب و سنن

صابئین مندایی، هر سال به مناسبت تولد حضرت آدم در رودخانه کارون به غسل تعمید و دعا و نیایش می‌پردازند.

صابئین مندایی روزانه پنج بار نماز به جای می‌آورند. در دین آن‌ها آب روان و جاری قداست و پاکی ویژه‌ای دارد و برای بسیاری از فرایض از آب روان استفاده می‌گردد. از این رو غالباً صابئین در کنار رودخانه‌های پرآب زندگی می‌کنند. شغل اصلی آن‌ها زرگری و طلافروشی و نقره‌کاری است. در زمان ازدواج برای محرم شدن عروس و داماد باید در آب رفته و غسل کنند. غسل سنت پیغمبرشان یحیی است که او خود به یحیای معمدان یا باپتیست معروف بوده‌است.
کتاب صابئین بنام گنزاربا یا صحف آدم است که بر پایه اعتقاد آن‌ها توسط ملکا هیبل زیوا (جبرئیل) بر اولین پیامبر صابئین یعنی آدم نازل شد و ادیان الهی دیگر بعد از دین صابئین به وجود آمدند. در کتاب مقدس صابئین آمده‌است:
هازن هو رازا و سیدرا اد من هو لاقدمی

ترجمه: این است راز و کتاب اول که پیش از آن کتابی نبود.
پیامبران صابئین آدم، شیث، نوح، سام و یحیی است. دین صابئین بر پایه توحید و معاد و نبوت است. قبله صابئین رو به شمال است و اعتقاد آنان این است ترازوی عدل الهی در شمال قرار دارد و عرش اعلا در شمال قرار دارد، چون صابئین تمام مراسم دینی خود را رو به شمال انجام می‌دهند و ستاره جدی در شمال قرار دارد این شبهه را برای بعضی از محققان ایجاد کردهبود که مندائیان|صابئین ستاره قطبی یا جُدَی یا آن را مورد پرستش قرار می‌داده‌اند.

### عالمان دینی

یک مندایی در حال انجام نیایش در کنار رودخانه‌ای در اهواز

هرکس در دین مندایی بتواند به درجه بالای تعلیمات دینی برسد و بر متون دینی تسلط کامل پیدا کند به مقام گنزورا (شیخ) می‌رسد. یک گنزورا، با معنی لغوی گنج‌دار بر امور دینی منداییان نظارت دارد و هرگز وارد مسائل عمومی منداییان نمی‌شود. گنزورا مقام رهبری بر جامعه مندایی ندارد و هیچ‌کس در آیین مندایی نمی‌تواند رهبری دینی جامعه را بر عهده بگیرد. دادن عنوان رهبری به یکی از شیوخ مندایی نیز بعد از انقلاب اسلامی صورت گرفت. یک گنزورا باید حلالی باشد تا بتواند به مقام گنزورایی برسد؛ یعنی هم مادر و هم پدرش باید از خانواده دینی باشند. یک گنزورا امور اصلی آیین مندایی که از آدم بر فرزندانش امر شده برپا و نظارت می‌کند؛ تعمید، ازدواج و مرگ سه رکن اصلی آیین مندایی است که برای اجرای آن به وجود یک گنزورا نیاز است. یک گنزورا باید نمازهای سه‌گانه و دعاهای روزانه را برپا کند، موی سر و صورت خود را از زمان بلوغ نتراشد، اگر هر مندایی به کمکش احتیاج داشت یاری‌اش کند. مراسم ازدواج و مرگ و تعمید را برای مؤمنان برپا کند و از متون دینی محافظت کند.

## پیروان امروزی
آن‌ها در جنوب عراق و استان خوزستان ایران بسیار بودند ولی اکنون به تمام دنیا مهاجرت کرده‌اند.
از آن‌جایی که مندائیان همواره در ایران و عراق مورد تبعیض قرار گرفته‌اند، در سال‌های اخیر تعداد کثیری از این اقلیت به کشورهای دیگر را به خود کرده‌اند. امروزه مندائیان را در اقصی نقاط جهان همچون سیدنی و سن آنتونیو، تگزاس در شمارش به‌نسبت انبوه می‌توان دید.

## تاریخچه مندائیان در ایران

مراسم دینی مندایی‌ها در کنار رودخانه کارون اهواز

پیشتر جمعیت مندایی‌ها که به صابئین نیز معروف بودند در خوزستان بیشتر بود و حمدالله مستوفی در نزهت القلوب اشاره می‌کند که: خوزستان سرزمینی‌ست که درو قوم صابیان بسیارند. لایارد در سفرش به ایران از حضور ۳۰۰ تا ۴۰۰ خانوار مندائی در شوشتر و بصره خبر می‌دهد که اکثراً به نقره‌کاری مشغول بوده و مورد احترام اعراب بودند، اگرچه مقامات وقت ایرانی و عثمانی به شدت آن‌ها را سرکوب می‌کردند. وی همچنین از هویزه به عنوان یکی از محل‌های اصلی سکونت صابئین در گذشته نام می‌برد.
مندایی‌های ایران شماری از اقلیت‌های مذهبی ایران هستند که با جمعیتی بین هفت الی بیست هزار نفر در استان خوزستان به ویژه شهر اهواز سکونت دارند.
این اقلیت مذهبی که معتقد به دین مندایی هستند بیشتر به مشاغل طلافروشی و میناکاری مبادرت می‌ورزند. دین مندایی از دین‌های ایرانی با گرایش گنوسی است که پیامبران بنی‌اسرائیلی دارد. پیغمبر اصلی مندائیان ایران یحیای تعمید دهنده می‌باشد. از آن‌جا که آداب و رسوم دینی مندایی‌ها با غسل در آب روان پیوند دارد این افراد در نزدیکی رودخانه‌های پرآب زندگی می‌کنند.
در سال‌های اخیر روند مهاجرت مندایی‌های ایران به خارج از کشور گسترش چشمگیری داشته‌است. اگرچه صابئین در ایران اهل کتاب شناخته شده‌اند اما به دلیل کمی جمعیت و ناشناخته بودن ذکری از آن‌ها در ادیان رسمی ایران نیست. مندائی‌ها را در خوزستان صبی می‌نامند که تحریفی از واژه صابئی است.
مرکزیت این گروه مذهبی در شهر اهواز است. سید علی خامنه‌ای رهبر جمهوری اسلامی، آن‌ها را از اهل کتاب دانسته‌است.

انجام غسل تعمید مندایی‌ها به مناسبت تولد حضرت آدم

یکی از رهبران این دین در ملاقات با سید علی خامنه‌ای خواستار حضور یک نماینده از صابئین در مجلس شورای اسلامی شد که رهبر ایران این مسئله را منوط به حد نصاب رسیدن افراد این دین به عدد ۱۵۰۰۰۰ نفر دانست چرا که قانوناً به ازای هر ۱۵۰۰۰۰ نفر یک نماینده در مجلس می‌تواند حضور داشته‌باشد.
صابئین در حمایت اردوان اشکانی به خاطر آزار رومیان یا یهودیان از مسکن اولیه‌شان که حدود پالستین (فلسطین امروزی) بوده به مرزهای ایران آورده شدند و برخی در اطراف تیسفون (در عراق کنونی) و برخی در نواحی کرخه و کارون و در شهرهای پارسیان مسکن داده شدند. اینان در شوشتر و دزفول ساکن بودند. در زمان قاجار برخی (از چه گروهی بودند نامشخص است) مبادرت به آزار اینان داشتند که امیرکبیر به نجات اینان همت گماشت. امروزه اینان در سوسنگرد، دزفول، اهواز و آبادان زندگی می‌کنند و به صورت سنتی بیشتر مذهب خود را پنهان می‌دارند. آیین ایشان پیوستگی خاصی با آب دارد. برای نمونه مراسم ازدواج ایشان در کنار آب کارون برگزار می‌شود. نزد خوزستانیان قدیم ایشان به امانتداری و صداقت ضرب‌المثل بوده‌اند. زبان ایشان ترکیبی از عربی و زبان آرامی است. ایشان الفبایی مخصوص به خود دارند که برخی از نوشتارهای خود را به آن می‌نویسند. کار اینان بیشتر حکاکی ظروف طلا و نقره بوده‌است و امروزه نیز بسیاری به زرگری مشغول‌اند. معمولاً ایشان (به‌ویژه مسن‌ترها) با ریشی بلند و مرتب، سبیلی بلند که روی ریش می‌آید و نیز عمامه کوچک سفید قابل شناختن هستند.

### وضعیت منداییان در دوره جمهوری اسلامی
«همکیشان ما [منداییان ایران] در نوعی از ترس و واهمه، زندگی می‌کنند؛ خیلی‌ها فامیلی‌هایشان را هم عوض کردند که بتوانند کاری دست و پا کنند؛ اما باز [به دلیل وجود ممنوعیت‌ها در حکومت جمهوری اسلامی] نتوانستند و مجبور شدند به شهرهای دیگر و در نهایت به کشورهای دیگر مهاجرت کنند…؛ ما را هیچ‌کجا استخدام نمی‌کنند، نمی‌توانیم معلم شویم…؛ پزشک ما حق ندارد در بیمارستان کار کند؛ [حق برخورداری از] دیه نداریم و از کل این مملکت، ما فقط یک کارت شناسایی داریم.» (گفتاورد ساهی خمیسی، عضو پیشین )) انجمن صابئین مندایی)

حقوق انسانی منداییان اقلیت‌های عقیدتی دیگر از سوی حکومت جمهوری اسلامی نقض می‌شود. همچنین، در اصل ۱۳ قانون اساسی جمهوری اسلامی، این اقلیت به رسمیت شناخته نشده‌ان‌.

## دیدگاه اسلام (تشیع)
پیرامون اهل کتاب بودن یا نبودن صابئین، بین فقیهان اهل تشیع و تسنن نظرات مختلفی وجود دارد. برخی از فقیهان شیعه تصریح نموده‌اند به اینکه صابئین اهل کتاب نمی‌باشند، اما برخی دیگر از فقهای شیعه، نظر به اهل کتاب بودن صابئین داده‌اند؛ سیدعلی خامنه‌ای (مرجع تقلید شیعه): … همچنین صابئین که بر اساس تحقیقات ما از اهل کتاب هستند و حکم آن‌ها را دارند. معاشرت با پیروان این ادیان با رعایت ضوابط و اخلاق اسلامی اشکال ندارد.
در سنت‌های اسلامی آنان را ستاره‌پرست دانسته‌اند. اما مندائیان خود را پیروان یحیی پیامبر می‌دانند؛ اینکه مندائیان را ستاره‌پرست بدانیم نادرست است؛ چرا که عده‌ای از ستاره‌پرستان اهل حران از ترس خلیفه مسلمین که با آنان اتمام حجت کرده بود خود را به دلیل اغماضی که قرآن نسبت به صابئین روا داشته بود صابئی خواندند.

## تقویم مندائی
تقویم مندایی براساس هبوط (تولد) «آدم» نوشته شده‌است که تا سال ۱۴۰۴ هجری شمسی ۴۴۵۳۹۴ سال از هبوط ادم ابوالبشر می‌گذردو منداییان سال کبیسه ندارند چراکه براین اعتقاد هستند که خداوند همه چیز را براساس گردش و تکرار خلق نموده و به همین اساس سال‌های مندایی باید گردش کنند تا این دوران حفظ شود و یک روز هم به عقب یا جلو تغییر نکند.
یک سال مندائی ۳۶۵ روز است. هر ماه مندائیان ۳۰ روز است که در مجموع می‌شود ۳۶۰ و ۵ روز، پنجه که جزو ایام ۱۲ ماه به‌شمار نمی‌آیند (به علت مقدس بودن این ۵ روز). روز تعطیل رسمی منداییان در طول هفته یکشنبه است.
نام‌های ماه‌های مندایی: دولا، نونا، امرا، تورا، صلعی، سرطانا، آریا، شمبلتا، قینا، ارقوا، هیطا و گدیا است.